# I dannati di Malva
I dannati di Malva è un romanzo di Licia Troisi pubblicato il 26 febbraio 2008.
Fa parte del progetto Verde Nero contro ecomafia delle Edizioni Ambiente.

## Trama
Telkar è un mezzosangue: sua madre, una donna umana, fu violentata da un Drow, un essere di etnia considerata inferiore e relegata sottoterra in condizioni di schiavitù; durante il misfatto venne concepito Telkar. Rinnegando il suo sangue Drow, il mezzosangue ha sempre cercato di farsi accettare come un uomo: da un lato mascherando ad arte, con dei trucchi, i suoi tratti somatici (pelle scura e capelli bianchissimi) che avrebbero rivelato la sua condizione, dall'altro impegnandosi al massimo per diventare una delle Guardie di Malva, città che egli ama con tutto il cuore per le sue caratteristiche di razionalità, ordine e pulizia in contrapposizione con i Livelli Inferiori, il mondo sotterraneo dove sono relegati i Drow a lavorare azionando e alimentando le macchine a vapore che aiutano la vita dei cittadini della Malva in superficie caratterizzata da un alto livello di tecnologia, del cui mantenimento e funzionamento la maggior parte dei cittadini - Telkar compreso - sono ignari.
In città cominciano a verificarsi una serie di assassinii perpetrati con la magia; il sospetto cade sui Drow, che, a differenza degli umani, conoscono e praticano le arti magiche. Telkar, animato da un senso di giustizia (e non senza cogliere l'occasione di un definitivo riscatto della sua natura di ibrido) chiede di essere mandato in missione nei Livelli inferiori di Malva dove, facendosi forte del suo aspetto Drow, che fino ad allora aveva rinnegato, egli avrebbe potuto - da Guardia della città quale era - scoprire e fermare l'assassino. Assunto il nome fittizio di Zeno, Telkar si mimetizza fra gli schiavi che popolano i Livelli Inferiori, mentre la sua anima di Drow emerge prepotentemente, convincendolo delle ragioni che animano qualcuno dei Drow a compiere omicidi fra gli umani in superficie vedendo la schiavitù disumana a cui quel popolo è sottoposto.
In seguito ad un'avventurosa e fortuita successione di eventi, Telkar scopre l'insospettabile assassino e, a malincuore, si vede costretto ad eliminarlo. Telkar è molto maturato nel profondo; sentendosi ormai a tutti gli effetti un Drow. Nonostante gli onori che gli vengono tributati dagli umani al suo ritorno in superficie, Telkar si dispera perché non gli viene permesso di perorare la causa dei suoi simili schiavizzati sottoterra. Deluso dal cinico razzismo di quella civiltà di Malva che aveva tanto ammirato in precedenza, decide di tornare ai Livelli inferiori per fomentare una rivoluzione fra i Drow.

## Personaggi
- Telkar/Zeno - mezzosangue metà Drow metà uomo. Il suo mestiere è guardia cittadina di Malva.
- Varessa - capitano di un manipolo di guardie di Malva, superiore di Telkar e uno dei suoi pochi estimatori.
- Damyo - capo della guardia cittadina di Malva.
- Gavrar - guardia dei Livelli inferiori: sarà il referente sotterraneo della missione di Telkar.
- Lavio - uno dei Drow che Telkar conosce nei Livelli inferiori. Si dimostrerà suo amico e salverà anche la vita al protagonista, ma l'evoluzione del personaggio riserverà delle sorprese.
- Aineo - sacerdote guaritore Drow, che sanerà Telkar in occasione dell'incidente che lo metterà sulla pista della verità.

## Annotazioni
I dannati di Malva è per il momento l'unico romanzo di Licia Troisi pubblicato come opera a sé, non facendo parte di una serie in più libri come le trilogie delle Cronache del Mondo Emerso, de Le guerre del Mondo Emerso, de Le leggende del Mondo Emerso, de I Regni di Nashira, de La ragazza drago e di Pandora. L'autrice, per il romanzo, ha tratto ispirazione dalla canzone City Of Delusion della band britannica Muse, che è richiamata in una citazione ad inizio libro.

## Edizioni
- Licia Troisi, I dannati di Malva, Edizioni Ambiente, 2008, ISBN 978-88-89014-73-8.